# دنفر برونكوز
دنفر برونكو هي إحدى أندية كرة القدم الأمريكية المحترفة ومقرها دنفر . يتنافس فريق برونكو في الدوري الوطني لكرة القدم (NFL) كنادي عضو في الدوري الأمريكي لكرة القدم (AFC) القسم الغربي. يقع المقر الرئيسي للفريق في وادي دوف، كولورادو .
بدأ الفريق اللعب في عام 1960 كعضو مستأجر في دوري كرة القدم الأمريكية (AFL) وانضم إلى اتحاد كرة القدم الأميركي كجزء من الاندماج في عام 1970. تعود ملكية برونكوس إلى ملكية Pat Bowlen ويلعب حاليًا الألعاب المنزلية في ملعب سبورتس أثورتي في المايل هاي (كان الملعب يُعرف سابقًا باسم ملعب انفسكو في مايل هاي من 2001-2010 ، ملعب هيئة الرياضة مايل هاي من 2011 إلى 2017 ، و ملعب برونكوس في مايل هاي من 2018-2019). قبل ذلك، لعب النادي مبارياته على أرضه على ملعب مايل هاي من 1960 إلى 2000.
كان برونكو بالكاد منافسين خلال 10 سنوات في دوري كرة القدم الأمريكية وأول سبع سنوات لهم في اتحاد كرة القدم الأميركي. لم يكن لديهم موسم فوز حتى عام 1973 . في عام 1977 ، بعد أربع سنوات، تأهلوا إلى التصفيات لأول مرة في تاريخهم وتقدموا إلى سوبر بول XII . منذ عام 1975 ، أصبح فريق برونكوس أحد أنجح فرق NFL ، بعد أن عانى من تسعة مواسم . فازوا بثماني بطولات الدوري 1977 ، 1986 ، 1987 ، 1989 ، 1997 ، 1998 ، 2013 ، 2015 ) ، وثلاث بطولات سوبر بول ( 1997 ( سوبر بول XXXII ) ، 1998 ( XXXIII ) ، 2015 ( 50 )) ،ويحمل الرقم القياسي في خسارات السوبر بول - تعادل مع نيوإنغلاند بيتريوتس ). يضم البرونكو ثمانية أعضاء أساسيين مدرجين في قاعة مشاهير كرة القدم المحترفين : جون إلواي، وفلويد ليتل ، وشانون شارب ، وجاري زيمرمان ، وتيريل ديفيس ، وتشامب بيلي ، وستيف أتواتر ، إلى جانب مالك النادي الراحل بات باولين .

## تاريخ النادي

### 1960-1969: عصر AFL
تم تأسيس دنفر برونكو في 14 أغسطس 1959 ، عندما حصل مالك دوري البيسبول الصغير بوب هوسام على امتياز ميثاق الدوري الأمريكي لكرة القدم (AFL). فاز فريق برونكو بأول مباراة على الإطلاق في دوري كرة القدم الأمريكية على بوسطن باتريوتس 13-10 في 9 سبتمبر 1960. في 5 أغسطس 1967 ، أصبحوا أول فريق على الإطلاق في دوري كرة القدم الأمريكية يهزم فريق من اتحاد كرة القدم الأميركي ، بفوزه 13-7 على ديترويت ليونز في مباراة ما قبل الموسم. ومع ذلك، لم تكن برونكو ناجحة في الستينيات، حيث جمعت رقماً قياسياً من 39-97-4 خلال مسيرتها العشرة في دوري كرة القدم الأمريكية.
اقتربت دنفر من فقدان امتيازها في عام 1965 ، حتى تولت مجموعة ملكية محلية السيطرة وأعادت بناء الفريق. كان للنجم الأول للفريق، «الامتياز» فلويد ليتل ، دورًا أساسيًا في الحفاظ على الفريق في دنفر، نظرًا لتوقيعه في عام 1967 بالإضافة إلى جهوده في برو بول داخل وخارج الملعب. كان البرونكوس الفريق الأصلي الوحيد في الدوري الوطني لكرة القدم الأمريكية الذي لم يلعب مطلقًا في مباراة اللقب، بالإضافة إلى فريق الدوري الوطني لكرة القدم الأمريكية الأصلي الوحيد الذي لم يحظى بموسم فائز بينما كان عضوًا في AFL خلال تاريخ الدوري البالغ 10 سنوات.